# 拜尔热尼·玛丽奥
拜尔热尼·玛丽奥（匈牙利語：Berzsenyi Mária，1946年10月31日—），匈牙利女子手球运动员。她曾代表匈牙利国家队参加1976年和1980年夏季奥林匹克运动会手球比赛，其中1976年奥运会获得一枚铜牌。